# Aaliyah
Pour l’article ayant un titre homophone, voir Aliyah.
Aaliyah, née le 16 janvier 1979 à New York, dans l'État de New York, aux États-Unis, et morte accidentellement le 25 août 2001 à Marsh Harbour, dans les Îles Abacos, aux Bahamas, est une chanteuse, actrice, danseuse et mannequin américaine.
Produite à l'origine par R. Kelly, elle devient célèbre durant les années 1990 grâce à plusieurs collaborations avec Timbaland et Missy Elliott. Elle vend ainsi plus de huit millions de disques rien qu'aux États-Unis et 32 millions dans le monde. En tant qu'actrice, elle a tenu le rôle féminin principal de deux films. Elle a été également ambassadrice de la marque Tommy Hilfiger pour la ligne de vêtements Street But Sweet.
Le 25 août 2001, alors qu’elle rentre du tournage du clip Rock the Boat tourné aux Bahamas, l’avion dans lequel Aaliyah et son équipe de tournage sont montés s’écrase peu après le décollage, ne laissant aucun survivant.
Aaliyah meurt à l’âge de 22 ans.

## Biographie

### Jeunesse
Aaliyah Dana Haughton est née le 16 janvier 1979 à New York, dans l'arrondissement de Brooklyn, et a grandi à Détroit dans le Michigan. Elle a des origines afro-américaines et onneiouts et est la fille cadette de Diane et Michael Haughton. Aaliyah et son frère aîné Rashad Haughton sont élevés dans la culture catholique. Sa mère, également chanteuse, l'encourage dans sa vocation. En 1989, elle participe à l'émission télévisée Star Search où elle chante My Funny Valentine, la chanson favorite de sa mère. Elle perd ce concours avec 4 étoiles 1/2 derrière la favorite qui reçoit cinq étoiles[réf. nécessaire]. À la suite de sa performance dans Star Search, à l'âge de 11 ans elle chante à Las Vegas durant plusieurs soirées avec sa tante Gladys Knight, légende de la soul,.
Sa grand-mère décède en 1991. Plusieurs années après sa mort, Aaliyah explique que sa grand-mère a toujours encouragé sa famille et aurait aimé entendre sa petite-fille chanter. Aaliyah explique avoir toujours une pensée pour sa grand-mère pendant ses moments de dépression. Les mains d'Aaliyah lui rappelaient celles de sa tante, morte « trop jeune », qu'elle considérait comme une « très jolie fille ». Aaliyah poursuit ses études à la Detroit High School for the Fine and Performing Arts dont elle sort diplômée en 1997,,.

### Age Ain't Nothing but a Number(1991–1995)
L'oncle d'Aaliyah, Barry Hankerson, signe un contrat de distribution avec le label Jive Records, puis la signe lorsqu'elle est âgée de 12 ans, au label qu'il a créé, Blackground Records, et elle enregistre son premier album grâce à la contribution de R. Kelly, devenu son mentor,,. Le premier album d'Aaliyah, Age Ain't Nothing but a Number, est publié aux labels Jive et Blackground Records ; il débute à la 24e place du Billboard 200, avec 74 000 exemplaires vendus après une semaine,. Il finit 18e au Billboard 200 après s'être vendu à trois millions d'exemplaires aux États-Unis et certifié deux fois disque de platine par la RIAA,,. Au Canada, l'album dénombre 50 000 exemplaires vendus et est certifié disque d'or par la CRIA. Le premier single de la chanteuse, Back & Forth, atteint la première place du Billboard Hot R&B/Hip-Hop Songs et est certifié disque d'or par la RIAA, Le second single, une reprise du titre des The Isley Brothers intitulé At Your Best (You Are Love), atteint la sixième place du Billboard Hot 100 et est également certifié disque d'or par la RIAA,. Le titre principal Age Ain't Nothing but a Number, atteint la 75e place du Hot 100. Elle fait aussi paraître le titre The Thing I Like, devenu la bande originale du film A Low Down Dirty Shame (1994).
Le 31 août 1994, elle épouse le chanteur R Kelly, qui avait 27 ans alors qu'elle était seulement âgée de 15 ans. Les parents de celle-ci ont fait annuler le mariage (la législation américaine de l'État de l’Illinois interdit le mariage pour les moins de 18 ans, R. Kelly avait orchestré le mariage en falsifiant les documents d'identité d'Aaliyah) et ont envoyé la chanteuse en Europe afin de tasser le scandale.

### One In a MillionetRoméo doit mourir(1996–2000)

Signature d'Aaliyah.

En 1996, Aaliyah quitte Jive Records et signe avec Atlantic Records. Elle travaille aux côtés de Timbaland et Missy Elliott, qui contribueront à son deuxième album studio, One in a Million. L'album présente le single If Your Girl Only Knew, qui atteindra les Billboard Hot R&B/Hip-Hop Songs pendant deux semaines. Il présente également les singles Hot Like Fire et 4 Page Letter. L'année suivante, Aaliyah participe au premier single de Timbaland & Magoo, Up Jumps da Boogie. One in a Million atteint la 18e place du Billboard 200 avec plus de 3,7 millions d'exemplaires vendus aux États-Unis et plus de huit millions à l'international,. L'album est certifié double disque de platine par la RIAA le 16 juin 1997, avec deux millions d'exemplaires vendus. Un mois avant la publication de One in a Million, le 5 mai 1997, l'éditeur Windswept Pacific poursuit Aaliyah en justice l'accusant d'avoir plagié le titre de Bobby Caldwell What You Won't Do for Love dans son single Age Ain't Nothing but a Number.
Aaliyah lance cette même année, sa carrière d'actrice ; elle joue son propre rôle dans la série télévisée New York Undercover. À cette période, Aaliyah participe au Children's Benefit Concert, un concert de charité organisé au Beacon Theatre de New York. Aaliyah devient également porte-parole de la Tommy Hilfiger Corporation. Elle contribue à l'album musical du film Anastasia, avec une reprise du titre Journey to the Past qui permet à Lynn Ahrens et Stephen Flaherty d'être nommé pour l'Academy Award de la meilleure bande originale,,. Aaliyah joue la chanson à la 72e édition des Academy Awards et devient la plus jeune chanteuse à participer à cet événement,. La chanson Are You That Somebody? (en), jouée dans le film Dr. Dolittle, lui permettra d'être nommée d'un Grammy Award. La chanson atteint la 21e place du Hot 100.
En 1998, elle est nommée aux American Music Awards, Soul Train Music Awards, Lady of Soul Awards et MTV Video Music Awards, ce qui la consacre comme valeur montante de l'industrie musicale américaine. En 1999, elle participe à la bande originale du film Music of the Heart avec la chanson Turn the Page ; elle obtient le rôle de Trish O'Day dans le film Roméo doit mourir au côté de Jet Li pour son premier rôle en tête d'affiche aux États-Unis. Le film remporte plus de 20 millions de dollars dès la première semaine de sa sortie dans les salles de cinéma, et Aaliyah revient au sommet des charts américains et internationaux avec Try Again extrait de la bande originale de Roméo doit mourir. Ce titre devient la première chanson à atteindre le sommet du Billboard Hot 100 rien qu'avec sa diffusion à la radio, avant même la commercialisation du single. Aaliyah atteint également le Top 5 des Billboard Hot Hip-hop/RnB singles avec la chanson I Don't Wanna qui n'a été diffusée qu'à la radio. La bande originale de Roméo doit mourir devient disque d'or, et Aaliyah est nommée aux Grammy Awards, American Music Awards, Soul Train Music Awards, Lady of Soul Awards, Billboard Music Awards et elle remporte deux MTV Video Music Awards pour Try Again. C'est principalement grâce au succès mondial de ce titre qu'Aaliyah s'est fait connaître en dehors des États-Unis. En 2000, l'antenne radio française Skyrock l'invite pour la promotion de Romeo doit mourir et Try Again.

### Aaliyah(2001)
Le troisième album d'Aaliyah est commercialisé le 17 juillet 2001. Le premier single, We Need a Resolution, sort en avril 2001 aux États-Unis et le 3 juillet en Europe. À cette occasion, Aaliyah fait une brève escale en France et en Allemagne. De passage par la radio Skyrock, elle enregistre une version en direct de We Need a Resolution et de I Refuse pour les auditeurs. Une grande partie des morceaux de l'album est enregistrée en Australie pendant le tournage du film La Reine des damnés dans lequel elle tient le rôle principal. Confrontée à un emploi du temps chargé, Aaliyah ne peut collaborer directement en studio avec Missy Elliott et Timbaland, bien qu'ils aient travaillé sur les chansons We Need a Resolution, More than a Woman et I Care 4 U.
L'album reçoit d'excellentes critiques et est considéré comme l'un des meilleurs albums de l'année par la presse américaine. Il reçoit notamment quatre étoiles de la part du magazine Rolling Stone, qui décrit l'album comme « une déclaration quasi parfaite de force et d'indépendance », tout en notant « des influences allant de Janet Jackson à Alanis Morissette » que l'on retrouve dans le mélange de R'n'B, soul, hip-hop et de rock industriel qui caractérise l'album. Aaliyah déclare également que c'est cet album, de toute sa carrière, qui lui correspond le plus. À sa sortie, l'album se vend à plus de 200 000 exemplaires lors de sa première semaine et atteint la seconde place du Billboard 200. Il est certifié disque d'or (500 000 exemplaires vendus) au bout de cinq semaines. Quelques jours après le décès d'Aaliyah, l'album grimpe à la première place du Billboard 200 avec 337 073 albums vendus cette semaine-là. En 2001, le troisième album d'Aaliyah dénombre 13 millions d'exemplaires vendus dans le monde, dont 2,9 millions aux États-Unis (certifié deux fois disque de platine). C'est son album le plus vendu dans le monde.
Le premier single, We Need a Resolution, sort aux États-Unis en avril 2001 et le clip est diffusé pour la première fois le 26 avril, soit quelques mois avant la sortie de l'album. À la fin du mois de juillet, alors que la promotion de More than a Woman, prévu pour être le deuxième extrait de l'album, a commencé, la maison de disque estime que le titre Rock The Boat est un meilleur single estival pour le marché américain. Ainsi, en accord avec Aaliyah, l'ordre des singles est inversé et Rock the Boat sort aux États-Unis au début du mois d'août 2001, tandis que More than a Woman est conservé comme deuxième single à l'international. Tandis qu'Aaliyah achève le tournage du clip de More than a Woman, Rock the Boat sort aux États-Unis au début du mois d'août. Le tournage du clip de Rock the Boat est avancé au 22 août, pour une diffusion prévue au mois de septembre. Néanmoins, le calendrier promotionnel prévu est vite oublié à la suite du décès tragique d'Aaliyah. Le clip de Rock the Boat, qui contient les dernières images de la chanteuse vivante, est diffusé le 9 octobre 2001 en exclusivité mondiale sur la chaîne américaine BET. Le single More than a Woman sort dès le mois de novembre aux États-Unis. Le clip est diffusé pour la première fois le 7 janvier 2002. More than a Woman rencontre un vif succès commercial dans le monde, se classant notamment numéro 1 des ventes de singles au Royaume-Uni. Aux États-Unis, le quatrième single I Care for You sort en 2002 le jour de la fête des mères, tandis qu'en France I Refuse est choisi comme quatrième extrait[réf. nécessaire].
Le single Try Again, extrait de la bande originale du film Roméo doit mourir sorti un an plus tôt, est inclus en titre bonus dans la version internationale de l'album mais ne figure pas sur la version américaine. En effet, c'est une chanson intitulée Messed Up qui vient compléter le disque aux États-Unis Les clips extraits de cet album sont (dans l'ordre de leur diffusion commerciale) : We Need a Resolution, Rock the Boat et More than a Woman. En 2002, un an après son tragique accident, sa famille sort une compilation de la chanteuse intitulée I Care 4 U accompagné d'un DVD de clips. Seront extraits du best-of : I Miss You et Don't Know What to Tell Ya[réf. nécessaire].

### Mort
Le tournage du clip de Rock The Boat se déroule aux Bahamas. Le 25 août 2001, juste après le tournage, Aaliyah et huit autres membres de l'équipe montent à bord d'un avion bimoteur de type Cessna 402B à l'aéroport de Marsh Harbour sur les îles Abacos, pour se rendre à Opa-locka (Miami). D'après les témoins, ils embarquent beaucoup de matériel de son et vidéo avec eux. À 18 h 49, l'avion s'écrase peu après le décollage à environ 70 mètres de la piste, ne laissant aucun survivant parmi ses dix occupants. Le pilote et six passagers (dont Aaliyah) meurent instantanément à l'impact de l'engin au sol quand trois autres passagers retrouvés vivants sur les lieux du crash succombent des suites de leurs graves blessures. Les funérailles d'Aaliyah sont célébrées en l'église Saint-Ignace-de-Loyola de New York.
Il est démontré, après enquête, que le chargement en passagers et bagages dépassait de plus de 300 kg les capacités de l'avion,, le rendant difficilement manœuvrable en vol. Le Dr Giovander Raju, responsable des autopsies, annonce que la chanteuse est morte de graves brûlures et d'un coup violent à la tête. De plus, il précise que le choc cardiogénique dont aurait souffert la chanteuse à la suite du crash, ne lui aurait laissé aucune chance en cas de survie au crash. Il témoigne aussi que l'autopsie du corps du pilote avait permis de déterminer que celui-ci avait consommé de l'alcool et de la cocaïne. La mort d'Aaliyah bouleverse le tournage des deux derniers volets de la saga Matrix, dans laquelle elle avait obtenu le rôle de Zee. Plusieurs scènes avaient déjà été tournées avec elle, et la production dut organiser un nouveau casting pour le rôle : c'est finalement Nona Gaye, fille de Marvin Gaye, qui est choisie pour la remplacer. Les scènes qu'avait jouées Aaliyah sont supprimées.

## Sorties posthumes
En 2002, pour son album posthume, sa compilation I Care 4 U, un hommage lui est rendu avec le clip du morceau Miss You (« tu me manques » en français) dans lequel ses proches lui rendent hommage, notamment Jamie Foxx, Queen Latifah, Lil' Kim et Missy Elliott.
En 2012, le chanteur et rappeur canadien Drake publie une collaboration posthume avec elle, Enough Said. La même année, Chris Brown sort le morceau Don't Think They Know, qui utilise des enregistrements posthumes de la voix d'Aaliyah, mais aussi son image avec la technique de l'hologramme.

## Hommages et références dans la culture populaire
Elle est citée par Sat l'Artificier dans la chanson Jusqu'au bout tirée de l’album Vapeurs toxiques du rappeur Don Choa. En 2006, le rappeur français Akhenaton (du groupe IAM) lui rend hommage en la citant sur son morceau Sur les murs de ma chambre (extrait de son quatrième album solo Soldats de Fortune). Une collaboration entre Akhenaton et Aaliyah était d'ailleurs également prévue, mais n'a pas pu se faire à cause de la mort de cette dernière,,. En 2008, le rappeur français Youssoupha la mentionne dans son morceau Youssoupha est mort. La chanteuse de RnB française Wallen fait référence à son sourire, dans sa chanson Dites au désespoir tiré de l'album Miséricorde. On peut aussi entendre son nom dans la chanson C.V du rappeur Salif.
En 2010, Soprano la cite dans son morceau Hiro. Kenza Farah la mentionne également dans son morceau Crack Muzik. En 2011, le chanteur et rappeur canadien Drake se fait tatouer le visage de la chanteuse dans le dos. Le début de At Your Best (You Are Love) est également présent sur la chanson Unforgettable qui figure sur son album Thank Me Later,. En 2012, Kendrick Lamar rend hommage à Aaliyah avec le morceau Blow My High, en utilisant des samples de sa voix. Le rappeur JCole lui rend hommage dans son titre She Knows en 2013,.
En 2015, Booba lui fait référence dans un verset de sa chanson Talion. En 2016, Jul lui fait référence dans sa chanson La Classe extraite de son album Émotions. En 2017, elle est citée par Alivor sur le morceau Grand Paris de Médine, sur Prose élite ; dans M.I.L.S. du rappeur Ninho et également dans le titre De l'opéra à la Plaine 3 de Keny Arkana. En 2019, le rappeur Ateyaba publie un remix du single Age Ain't Nothing But a Number. Le sample du morceau One in a Million est utilisé en 2020, par Ariana Grande dans sa chanson West Side, aussi en 2021, par Normani, pour Wild Side (avec Cardi B) et en 2022, par Beyonce et Madonna dans la chanson Break My Soul remix ou son nom est répété deux fois.

## Discographie
- 1994 : Age Ain't Nothing but a Number
- 1996 : One in a Million
- 2001 : Aaliyah

## Filmographie

### Cinéma
- 2000 : Roméo doit mourir : Trish O'Day
- 2002 : La Reine des damnés : Akasha

### Séries télévisées
- 1996 : New York Undercover (saison 3, épisode 3) : elle-même

## Voix françaises
Annie Milon l’a doublé à deux reprises dans les films Roméo doit mourir et La reine des damnés.

## Récompenses
- Grammy Awards
  - 1999 : Meilleure performance vocale pour une artiste féminine RnB pour Are you that somebody? (nommée)
  - 2001 : Meilleure performance vocale pour une artiste féminine RnB pour Try Again (nommée)
  - 2002 : Meilleure performance vocale pour une artiste féminine RnB pour Rock the Boat (nommée)
  - 2002 : Meilleur album contemporain pour une artiste féminine RnB pour Aaliyah (nommée)
  - 2003 : Meilleure performance vocale pour une artiste féminine RnB pour More than a Woman (nommée)
- MTV Video Music Awards
  - 1999 : Meilleur clip RnB (Best RnB Video): Are you that Somebody? (nommée)
  - 1999 : Meilleur clip extrait d'un film (Best Video from a film) pour Are you that Somebody? (nommée)
  - 2000 : Meilleur clip pour une artiste féminine (Best female video) pour Try Again (gagnante)
  - 2000 : Meilleur clip extrait d'un film (Best Video from a film) pour Try Again (gagnante)
  - 2002 : meilleur clip RnB (Best RnB Video) pour Rock the Boat (nommée)
  - 2003 : meilleur clip RnB (Best RnB Video) pour Miss U (nommée)
- BET Awards
  - 2002 : meilleure actrice pour Queen of the Damned (nommée)
  - 2002 : meilleure artiste RnB féminine (nommée)
  - 2002 : clip de l'année pour Rock the Boat (nommée)
  - 2002 : prix du public (nommée)
- MOBO Awards
  - 2003 : meilleur clip en collaboration avec MTV Base (gagnante)